# Моріхей Уесіба
Моріхей Уешіба (яп. 植芝 盛平, Ueshiba Morihei, 14 грудня 1883 — 26 квітня 1969) — майстер японських бойових мистецтв. Засновник айкідо.

## Життєпис

### 1883—1902
Уесіба народився в селищі Танабе, префектура Вакаяма, Японія 14 грудня 1883 року. Біля цього селища починалась паломницька стежка,що вела до гір Кумано, всипаних древніми синтоїстськими храмами. Ці гори почиталися із самого початку історії Японії. Практикуючі японський варіант фен-шуй, запевнюють, що потік космічної енергії у цих місцях - найбільший у Японії.
Мати Моріхея Юкі та його батько Йороку вже мали трьох дочок, тому поява сина була дуже очікуваною і стала радісною подією у їх житті. 
Мати займалася мистецтвами і літературою та була дуже набожною людиною. Щодня вона прокидалася о 4ій ранку, щоб встигнути відвідати богослужіння в головних храмах поселення до початку робочого дня. Вона почала брати із собою Моріхея, коли йому виповнилось 15 років. Батько був головою одного з впливових кланів у Танабе, що володіли великими ділянками землі і правами на збір раковин на узбережжі затоки.
Хоча дід і батько Моріхея славилися своєю фізичною силою, він ріс невеликим на зріст і був достатньо хворобливою дитиною. Попри те, що в майбутньому в нього була дуже велика сила, це завжди було важко визначити за його фігурою.
Більшу частину дитинства він провів на свіжому повітрі - біля океану, у полях й у горах.
Уесіба був дуже цікавою дитиною з фотографічною пам'яттю. Його навчання почалося з вивчення китайської класичної літератури. Його вчителем став монах-синтоіст. Крім китайських текстів Уесіба вивчив також обряди езотеричного буддизму. Сухі доктрини Конфуція не сподобалися йому, але він дуже полюбив багаті тексти Сінгон (одна з течій буддизму). Юний Уесіба був зачарований видовищем ритуалу вогню й звучанням містичних пісень Сінгона і нерідко повторював слова різних мантр уві сні. Він опанував також метод візуалізації Сінгон, під час практикування якого людина подумки закликає яке-небудь божество, а потім намагається злитися із цим образом. З юних років видіння стали однією з центральних частин його внутрішнього життя.
Крім того, Уесіба цікавився книгами з математики та інших наук, часто проводив власні експерименти та дослідження. Побоюючись, що його син перетвориться в "книжкового хробака" і запеклого мрійника, Йороку надав йому можливість займатися сумо, тривалою ходьбою й плаванням. Океан простирався в якихось двох-трьох хвилинах ходьби від будинку Уесіби, і протягом свого життя в Танабе Уесіба виробив для себе правило щодня бувати біля води: дитиною він купався й ловив рибу острогою, а юнаком та дорослим - робив релігійні обмивання місогі. 
Він любив книги, обожнював вчитися, але терпіти не міг шкільну атмосферу. Занадто нетерплячий і непосидючий для багатогодинного сидіння в приміщенні, у перший рік навчання він просив батьків забрати його із середньої школи. Потім він навчався у спеціальному закладі соробан, де одержав можливість займатися у власно обраному ритмі. Виявивши здатності до математичних обчислень, вже через рік він виконав обов'язки помічника вчителя. Приблизно в 1900 році його прийняли на посаду бухгалтера в місцеве податкове управління.
Однак незабаром після того, як Уесіба отримав цю посаду, він включився в діяльність, спрямовану проти недавно прийнятого закону про регуляцію рибного лову. Уесіба вважав, що цей закон ставить у невигідні умови місцевих рибалок, яким, щоб зводити кінці з кінцями, доводилося займатися і землеробством і рибною ловлею. У знак протесту він залишив свою посаду, приєднався до демонстрантів і став одним з лідерів групи, що протидіяла новому закону. Це надзвичайно засмутило батька Уесіби, якому, як члену ради поселення необхідно було впроваджувати нове законодавство.
Але рух протесту поступово згас, і пригнічений Уесіба почав шукати нове заняття. Родина вирішила, що йому допоможе зміна обстановки, батько дав йому гроші, і 19-тирічний Уесіба вирушив навесні 1902 року у Токіо.
У столиці він кілька місяців допомагав хазяїнові однієї крамниці, а потім самостійно торгував канцелярськими й шкільними речами з ручного візка. Вечорами він займався дзю-дзюцу в Тенсін Сіньо-рю й фехтуванням у Сінкагє-рю. Але ці тренування не тривали дуже довго.
Діло Уесіби процвітало, і він зміг найняти декількох помічників. Однак після тривалої хвороби, що була викликана багатогодинною працею й поганим харчуванням, він передав справу своїм працівникам, не зажадавши навіть при цьому виплати своєї частки. Повернувшись у Танабе, у жовтні 1902 року він одружився з Хацу Ітогава, своєю далекою родичкою по лінії матері.

### 1903—1910
У цей час розгортався коніфлікт між Росією і Японією. Уесіба розумів, що незабаром його можуть забрати в армію. Щоб відновити своє здоров'я й зміцнити тіло, він розробив тверду програму тренувань. Уесіба почав проводити довгий час в горах, вправляючись у вправах із мечем, носив на своїй спині хворих і немічних прочан весь двадцатимильный шлях до Святилища Кумано, роблячи таким чином одразу і акт милосердя і тренуючи силу і витривалість. Щоб виробити силу рук, він працював на рибальських човнах; подібно Фунакосі, Уесіба виходив у море під час тайфуну й перевіряв свої сили в боротьбі зі штормовими хвилями й шаленими поривами вітру. Через короткий час його фізичний стан став прекрасним, але Уесібу лякало, що його не візьмуть в армію через невисокий зріст. Уесіба був не таким маленьким, як Фунакосі, але його зріст становив усього 156 сантиметрів. Оскільки мінімальний ріст, припустимий для військовозобов'язаних тоді рівнявся 157.5 сантиметрам, Уесіба не пройшов первинний медичний огляд. Багато молодих людей з полегшенням уникали військової служби, але Уесіба навпаки хотів піти в армію, бажав бути командиром. Бажаючи потрапити в піхоту, цей рішучий юнак почав вправлятися у висах на гілках дерев із прив'язаними до ніг вагами, щоб випрямити свій хребет.
Його наполегливість була винагороджена, він пройшов медичний огляд і був спрямований у резервні частини, розташовані під Осакою. Повернувшись із Токіо, Уэсиба продовжив практикувати Сінгон-буддизм, і його вчитель, чернець Міцудзьо Фудзімото (помер в 1947 році), провів спеціальний ритуал вогню, коли Уесібу прийняли в армію. На завершення церемонії Міцудзьо обдарив свого учня сінгонскім знаком "Печатка Знаходження". З цього почався тривалий містичний досвід Уесіби: "Я відчув себе так, немов ангел-хоронитель оселився в самому серці моєї істоти".
Хоча життя в Імперській Армії була надзвичайно грубе й важке, Моріхею подобалася сувора військова дисципліна. Він ставав першим добровольцем на будь-яке завдання. Під час марш-кидків він допомагав відстаючим нести їхню поклажу, встигаючи при цьому виявитися в перших рядах на фініші. Крім того, він набув надзвичайну вправність у штиковому бої. Протягом армійських років Уесіба створив з себе тецудзіна ("залізну людину") і його вага навіть становила 82 кг.
У той час він записався у додзьо Масакацу Накаі, розташоване в Сакаі, одному із передмість Осаки, і займався там у дні своїх військових звільнень. Накаі був видатним майстром бойових мистецтв і викладав Ягю-рю дзю-дзюцу в сполученні із прийомами фехтування мечем і списом. Пізніше Накаі познайомився із Дзігоро Кано, що дав йому найвищу оцінку й, приблизно, міг бути його учнем (за деякими свідченнями, одного разу в Осаці відбулися змагання між учнями Накаі й вихованцями Кодокана, у яких перемогли "накайці"). Уесіба прилежно займався у Накаі та ще у одного вчителя - Цубоя; в 1908 році ця школа видала йому свідчення про право викладання Гото-ха Ягю-рю дзю-дзюцу.
1904 року російсько-японська війна набрала повну силу, але Уесіба, як і раніше, залишався у резервних частинах. Він вимагав, щоб його відправили на фронт, і в 1905 році його перевели в підрозділ, що вирушав до Манчжурії. Але достименно невідомо, наскільки близько до фронту служив Уесіба. Його батько таємно написав кілька листів у військове командування, у яких просив, щоб його єдиного сина тримали подалі від фронту.
Уесіба повернувся з війни живим і непошкодженим у званні сержанта. З огляду на його запал, не дивно, що деякі командири рекомендували йому поступити в Школу офіцерської підготовки. Уесіба серйозно розглядав цю можливість, але його батько твердо заперечував проти такого кроку. У результаті Уесіба звільнився з армії й повернувся додому в Танабе.
Наступні роки стали для нього дійсним випробуванням. Він, як і раніше, шукав своє місце у житті, і незабаром відсутність мети почала проявлятися. Схильний до приступів гострої туги, Уесіба міг на багато годин замкнутися у своїй кімнаті й молитися, а міг, нікого не попередивши, на кілька днів зникнути в лісах. Його родина почала турбуватися за його психічне здоров'я. Батько побудував на приналежному сімейству території невелике додзьо й запропонував синові тренуватися, щоб позбутися пригніченості. Це дещо допомогло, а в 1909 році Уесіба потрапив під сприятливий вплив Кумакусу Мінакати (1867-1941).
Уесіба завжди тягнувся до незвичайних людей, а Мінаката був ексцентриком світового рівня. Він був одним з перших японців, що перетинали океан, жив у Сполучених Штатах, у Вест-Індії, а потім влаштувався в Англії й читав лекції про Японію в Кембриджі. Після вісімнадцяти років, проведених за кордоном, Мінаката повернувся в 1904 році на батьківщину в Танабе і негайно вплутався в полеміку про "Закон про місця поклоніння". Уряд Мейдзі збирався підкорити собі якнайбільше таких місць, щоб потім привласнити землі дрібних святилищ для "розвитку". Мінаката, що був широко відомий ще й як натураліст, несамовито протистояв цьому закону, прекрасно розуміючи, що результатом стане знищення краси природи цього району, за яким неминуче піде й згасання народної культури Вакаями. Мінаката й Уесіба об'єдналися й очолили рух протесту, що завершився досить успішно - була конфіскована лише п'ята частина святилищ Вакаями, а Танабе втратив тільки шість із сотні своїх місць поклонінь.
Боротьба поліпшила стан духу Уесіби, а Мінаката допоміг йому піднятися у власних очах ще вище. Уесіба усвідомив, що не зробить собі майбутнього в маленькому місті Танабе. Цей район був занадто гористим для ще однієї рисової плантації, а гавань була заповнена рибальськими човнами рівно настільки, скільки вона могла вмістити й скільки допускалося законами та квотами на вилов риби. Більшість безробітньої молоді вже вирушило на пошуки більш родючих пасовищ. Деякі з них добиралися навіть до Гаваїв і Західного узбережжя Сполучених Штатів. Тому, коли поширилися заклики до добровольців про переселення на самий північний з великих островів Японії - Хоккайдо, Уесіба вирішив стати одним з таких охочих.

### 1910—1919 Хоккайдо
В 1910 році, після попередньої поїздки на Хоккайдо й огляду острова, Уесіба повернувся додому із упевненістю в тому, що ці незаймані землі надзвичайно багатообіцяючі. Протягом наступних двох років йому вдалося набрати групу з вісімдесяти чотирьох чоловік, готових пуститися в ризиковану подорож до Сіратаки, родючого і багатого прісною водою району Хоккайдо, що Уесіба приглянув під час свого першого огляду. Групі цілком вистачало ентузіазму, а гроші для всієї команди виділив батько Уесіби. Вони відпливли на Хоккайдо 29 березня 1912 року (дружина Уесіби, що народила в 1911 році дочку, повинна була перебратися до чоловіка трохи пізніше). Район Сіратаки розташований у самому центрі великого острова Хоккайдо і подорож до нього від м'якої кліматом Вакаями виявилася зовсім непростою. Через сніжні бурани група добралася туди лише в другій декаді травня. Перші три роки в Сіратаки були для поселенців дуже складними. Врожаї були вбогими, клімат суворим, а допомога ззовні - недоступною. Група харчувалася тільки дикими гірськими овочами, горіхами й річковою рибою. Після початкового періоду постійного нестатку підвищився доход від лісозаготівельних робіт, удосконалилися навички землеробства, і на місці табору виникло справжнє село. Уесіба, натхнений боротьбою із труднощами, не падав духом - він завжди залишався основною рушійною силою всієї колонії. Він був талановитим організатором, сприяв початку лісозаготівельних робіт, вирощуванню м'яти й свинарству, і активно займався суспільною діяльністю, сформувавши медичні й санітарні бригади; інакше кажучи, він виконував роль члена ради поселення. В 1916 році сильна пожежа знищила вісімдесят відсотків всіх споруджень і стала дійсним нещастям для колоністів, але, завдяки невтомним зусиллям Уесіби, проєкт заселення Хоккайдо став, в остаточному підсумку, надзвичайно успішним. Уесіба продовжував відправляти релігійні обряди, і насамперед, місогі - ритуальні обмивання холодною водою, що було дійсним подвигом в умовах льодового холоду Хоккайдо. У цей час його вправи в бойових мистецтвах зводились, переважно, у боротьбу з величезними колодами, які він рубав спеціально врівноваженою важкою сокирою. Одного разу Уесіба умудрився самостійно звалити й обтесати п'ятсот дерев за один сезон. Він неодмінно брав участь у будь-яких імпровізованих змаганнях по сумо і у двобоях з використанням дерев'яних багнетів. Іноді йому траплялося зіштовхуватися з розбійниками, але подібні зустрічі не представляли ніякої загрози для людини з таким досвідом у бойових мистецтвах, який був в Уесіби. Декілька разів йому доводилось зустрічатися з великими ведмедями, але йому якимсь чином вдавалося умиротворити цих звірів. Уесіба був дуже високої думки про власні сили і майстерність, поки не познайомився із Сокаку Такеда, Великим Майстром Дайто-рю. Якби Сокаку Такеда (1860 - 1943) жив зараз, він цілком міг би стати найбільшим майстром бойових мистецтв сучасності. Можливо, ні Кано, ні Фунакосі не могли б зрівнятися з Такеда, що отримав бойовий досвід у двобоях, як у додзьо, так і на вулицях по всій Японії. Уесіба познайомився з Такедою завдяки Кентаро Йосіді (1886-1964). Він був відомим прихильником правих сил і деякий час жив у США можливо, як шпигун. Заняття Дайто-рю проводилися на постоялому дворі в Енгару, найбільшому селищі цього району. Як тільки Уесіба побачив Такеду в дії, він відразу записався на десятиденний курс. Такеда не успадкував статуру від свого батька, чемпіона з сумо. Він був невисоким (нижче п'яти футів) і досить худим. Його видатні здібності були засновані на поставленій техніці, бездоганному відчутті часу, контролі над розумом і володінні енергією Кі. Такеді вдавалося протистояти багатьом атакуючим завдяки використанню принципу айкі. Уесіба був піднесений майстерністю Такеди і, як тільки пройшов перший курс, негайно записався на ще одну десятиденку. З цього часу Уесіба навчався в Такеди при будь-якій можливості, супроводжував учителя у всіх поїздках і часто запрошував погостювати у своєму будинку. Коли Такеда зупинявся в будинку родини Уесіба, Моріхей вставав о 2.30 ранку, щоб приготувати своєму наставникові ванну. Потім він розпалював камін, щоб зігріти кімнату Такеді, і брався готувати сніданок. Потім протягом години робив йому масаж. В обмін Уесіба одержував приватні уроки, які були настільки ж безжалісно суворими, наскільки неоціненними за своєю важливістю. Перебравшись на Хоккайдо, Уесіба отримав значний досвід в освоєнні нових земель, підприємництві та землеробстві. Але Уесіба ніяк не міг заспокоїтися; його завжди вабило щось більше, ніж звичайний матеріальний статок або доблесть у бойових мистецтвах. Він прагнув до чогось більш глибокого, до мети, більше піднесеної.

### 1919—1924
У грудні 1919 року Уесіба одержав телеграму, про смертельну хворобу батька. Тоді він подарував свій будинок Такеді, розділив з ним нерухомість й майно і назавжди покинув Хоккайдо. Але Уесіба повернувся в Танабе не відразу. Він затримався в Аябе. Там, можливо в надії на чудо, здатне врятувати його вмираючого батька, Уесіба взяв участь у богослужінні релігіїної секти Омото-кьо. Як стверджував Уесіба, під час служби перед ним виник образ батька. Уесіба залишався в Аябе ще сім днів, вивчаючи Омото-кьо, і чим більше він дізнавався, тим більше захоплювала його ця нова релігія.
Коли він повернувся в Танабе, його батько вже помер. Родичі були дуже засмучені тим, що Уесіба прибув так пізно. Батько помер мирно й спокійно і залишив синові свою останню настанову: "Не обмежуй себе; живи так, як тобі хочеться жити". Взнавши про це, Уесіба схопив свій меч і втік в гори. Після смерті батька він розмахував їм настільки несамовито, що в поліцію почали надходити прохання заарештувати "людину з мечем". На щастя, начальник поліції раніше служив під його командуванням в армії і впізнав збожеволівшого від горя Уесібу, завдяки чому той уник арешту. Через якийсь час Уесіба трохи заспокоївся, але, коли він оголосив про свій намір переїхати в Аябе і примкнути до секти Омото-кьо, родина вирішила, що він остаточно втратив розум. В Уесіби вже було двоє дітей (син народився на Хоккайдо), і його дружина очікувала третю дитину. Крім того, тепер йому необхідно було піклуватися і про матір. Але все ж таки на початку 1920 року вся родина перебралася в Аябе.
Зрозуміти захоплення Уесіби Омото-кьо і її лідером - Дегуті Онісабуро легко. Його завжди притягував пошук чогось більшого ніж матеріальне, а Омото-кьо являло собою родючий ґрунт для просування до мети "повного пробудження". Ще важливішим було те, що Уесіба і Дегуті були настроєні на одну і ту саму духовну "хвилю". Уесіба був звільнений від різних організаційних турбот і мав вільний час, достатній для того, щоб довести своє особливе мистецтво до рівня повної зрілості. Дегуті вірив, що справжнім призначенням Уесіби є поширення по всім світі істинного змісту будо. На території секти було побудоване додзьо, і тридцятишестирічний Уесіба почав навчати членів Омото-кьо.
Однак перший рік, що родина Уесіби провела в Аябе, зовсім не був щасливим. В 1920 році від хвороб померли обидва сини Уесіби. У лютому 1921 року, в Аябе урядові агенти заарештували Дегуті Онісабуро і зруйнували штаб-квартиру Омото-кьо. Дегуті згодом відпустили і він почав відновлювати зруйноване. "Перший інцидент із Омото-кьо" не дуже торкнувся Уесіби. Він був членом секти недовго і не встиг потрапити під урядовий нагляд; крім того, перед переїздом в Аябе він досить завбачливо закупив трирічний запас рису, що дозволило його родині вижити в період переслідувань. У червні 1921 року народився третій і єдиний син, що вижив, Уесіби - Кіссомару. Наприкінці квітня 1922 року в Аябе приїхав Такеда зі своєю родиною. Чи запрошував Уесіба Такеду або ж той приїхав до Уесіби за власним бажанням, залишається предметом суперечок. Так чи інакше, Такеда провів у нього чотири місяці, навчаючи його Дайто-рю айкі дзюцу. Такеда не сподобався Дегуті з першого погляду. "Від цієї людини пахне кров'ю і насильством", - сказав Дегуті. З іншого боку, Такеда теж не приховував свого презирства до вірувань Омото-кьо. Він покинув Аябе у вересні, видавши Уесібі диплом повноправного викладача Дайто-рю. Уесіба продовжив викладання і заняття в Аябе. Він проводив довгі ночі на свіжому повітрі, вправляючись із мечем і списом: він розвісив на гілках дерев, що оточували додзьо, м'ячі, зроблені з губки, і з їхньою допомогою швидко досяг досконалості в роботі зі списом. Крім обов'язків вчителя будо, Уесіба відповідав за врожаї великих фруктових садів Омото-кьо. Його день починався о третій годині ранку, щоб встигнути зібрати добрива й попрацювати на городі.

### 1924—1942
У лютому 1924 року Уесібою разом з Дегуті, як його охоронець, і ще кількома членами секти таємно покинули Японію і почали "Велику Монгольську подорож" (див. Омото-кьо). Подорож виявилась досить небезпечною, тому Уесіба просиджував ночі поруч із Дегуті, захищаючи свого вчителя. Після арешту китайськими військовими Уесібі разом з іншими японцями вдалося уникнути страти. Вони були передані в розпорядження японського консульства і у липні 1924 року Дегуті й Уесіба повернулися в Японію. Там Дегуті був арештований за порушення заставного зобов'язання, а Уесіба зміг вільно повернутися в Аябе. На рівнинах Монголії, Уесібі, цілком імовірно, прийшлось застосовувати свої знання будо на практиці. Цей досвід сильно вплинув на Уесібу. Займаючись зі ще більшою напругою, ніж раніше, Уесіба озброював своїх учнів справді гострими клинками і вимагав, щоб вони атакували в повну силу. В цей період Уесіба часто мандрував по околицях Аябе і заходив на південь до самого Кумамото. Також він провів певний час у суворому аскетизмі ямабусі у водоспаді Наті в горах Кумано.

Навесні 1925 року в додзьо Аябе з'явився флотський офіцер, відомий своєю майстерністю в кендо. Під час бесіди з Уесібою в них виникли розбіжності в тонких питаннях будо, і Уесіба запропонував офіцерові спробувати вдарити його дерев'яним мечем. Офіцер сприйняв таку пропозицію просто нахабністю і став люто розмахувати мечем. Неозброєний Уесіба уникав найшвидших ударів і блискавично реагував на кожен випад. Коли зовсім змучений офіцер здався, Моріхей вийшов у сад, щоб умити лице холодною водою й зібратися з думками. За легендою (і твердженнями самого Моріхея), проходячи між деревами, він відчув, як під його ногами затремтіла земля, і в ту ж мить його огорнуло золотим світлом. Оточений цим світлом з усіх боків, Уесіба втратив почуття простору й часу, а потім усе раптом стало чистим й ясним. 
"Я бачив чудо і досяг просвітлення — чистого, що упокорює еґо, скороминущого й безсумнівного. В одну мить я пізнав природу створеного: шлях воїна полягає в прояві божественної любові, духу, що пронизує й живить все існуюче. Сльози подяки й щастя котилися моїми щоками. Я побачив увесь Всесвіт як свій будинок; сонце, місяць і зірки стали моїми близькими друзями. Зникла будь-яка прихильність до матеріальних предметів"
У 1938 році, Уесіба уник чергового поліцейського переслідування організації Омото-кьо. В тому ж році помер Кано, і Уесіба став головним вчителем будо в Японії. Його учні займали багато високих постів в уряді і військових колах. Крім того, він став тісно пов’язаний з японською адміністрацією Мантюкуо — маріонетковим урядом, встановленим у Манчжурії у 1932 році. Уесіба часто викладав там і зрештою став Першим радником з бойових мистецтв при уряді Мантюкуо. У 1937 році в Китаї розгорнулися великомасштабні воєнні дії, а в 1941 відбувся напад на Перл-Гарбор (за версію деяких айкідок, ця операція, спланована Імперським Військовим Флотом, була заснована за принципом прийому ірімі-тенкан Айкі-Будо — захоплення ініціативи й оточення ворога, починаючи з тилів). Існує думка, що в 1942 році Уесібу відправили із секретною місією миру в Китай, у надії, що завдяки своїм великим зв’язкам і високому авторитету серед військових і цивільних лідерів, Уесібі вдасться досягти мирної угоди між Китаєм і Японією. Війна принесла Уесібі величезну напругу. Він виражав невдоволення жорстокістю й неуцтвом багатьох представників збройних сил, а пізніше розповідав своїм учням, що відчував відразу до необхідності викладання в Академіях шпигунства й військової поліції. Як вважав Уесіба — насильство й руйнівна сила війни були повною протилежністю головної мети справжнього будо: виховання й плекання життя.

### 1942—1969
В 1942 році Уесіба, скориставшись, як виправданням, своєю хворобою, залишив всі державні посади й переїхав на свою ферму в Івама. Ділянку землі в Івама – маленькому селі, розташованому приблизно у двох годинах шляху по залізниці від Токіо - Уесіба придбав ще в 1938 році. Він не був містянином і завжди тяжів до села, свіжому повітрю і простому спосібу життя - особливо в той період, коли йому доводилося жити в переповненому людьми й бетоном Токіо. Уесіба і його дружина перебралися подалі від боїв, у невелику хатину, вибудувану на його ділянці. Кілька разів за час війни він був тяжко хворий. Мабуть вилікуватися йому допомогла його мета – створення універсального будо. У серпні 1945 року Японія капітулювала. Хоча Токіо, як і багато інших міст Японії, лежав у руїнах, Кобукан додзьо залишився непошкодженим завдяки зусиллям Уесіба Кіссьомару, сину Уесіби. Однак окупаційна влада заборонила всі види бойових мистецтв й організація Кобукан була розпущена. Уесіба продовжував перебувати на самоті в Івама - займався садівництвом, молився і готувався представити світу мистецтво айкідо. Обстановка в Японії після поразки у війні була дуже тяжкою. Багато колишніх учнів Уесіби загинули в боях, а ті хто вижив, були занадто зайняті питаннями виживання, щоб витрачати сили й час на тренування. У токійському додзьо влаштувалися бездомні (якийсь час цей будинок використався окупаційними частинами як танцювальний зал). Але в 1948 році, коли Японія почала відновлюватися, Уесіба і його послідовники знову об'єдналися й заснували організацію Айкікай. Незабаром була знята заборона на будо, і близько 1950 року почалися регулярні заняття айкідо. У всьому встановлювався новий порядок, і точка зору Уесіби на айкідо, як на мистецтво без змагань, що виховує духовну й фізичну досконалість, була ідеальним підходом. Вже через кілька років після закінчення війни почалося навчання нового покоління цілеспрямованих учнів, і протягом п'ятидесятих років мистецтво айкідо було представлено всьому світу. Організаційними питаннями займалися сам Уесіба і його син Кіссьомару. У першій половині того десятиліття японські вчителі впровадили айкідо у Франції й на Гаваях, і вже до середини п'ятидесятих років у токійському додзьо постійно займалися представники самих різних країн з усього світу.
Перша публічна демонстрація айкідо проходила на даху одного з універсальних магазинів Токіо на вересні 1955 року. Це була досить цікава подія, оскільки до цього Уесіба відмовлявся виступати для публіки. Це було правилом всіх старих вчителів. Коли Фунакосі відправив свого сина Дзіго назад, на Окінаву, для вивчення спеціальних ката, місцевий учитель не починав заняття, поки всі вікна додзьо не були прикриті ставнями. Подібним же чином, Хакудо Накаяма займався спеціальними прийомами з мечем о четвертій годині ранку, коли в додзьо панував напівморок і ніхто не міг би підглянути секрети майстра. Кіссьомару переконав батька, сказавши йому, що люди повинні побачити витончену дієвість айкідо в дії, після чого чудові виступи Уесіби стали прикрасою багатьох демонстрацій айкідо.
На відміну від Кано й Фунакосі, після яких залишилося небагато наочних документальних свідчень, існує багато фільмів, що показують Уесіба в дії, включаючи дуже чіткі фотознімки, зроблені ще в 1935 році. В 1958 році Уесіба знявся в документальному фільмі з назвою "Побачення із пригодою", знятому двома американськими операторами, а трохи пізніше, в 1961 році, він став головним героєм документальної стрічки, знятою Японською національною телемережею. Уесіба любив подорожувати і з задоволенням відвідував нові додзьо, що утворювались в різних кінцях Японії. Уесіба зазвичай розтрачував всі гроші аж до останньої єни перш, ніж він досягав місця призначення. Терпляча дружина звичайно постачала його засобами, достатніми для купівлі квитків, підкріплення сил закусками й напоями та на інші витрати, а також додатковою сумою про всякий випадок. Уесіба незмінно зупинявся біля кожного святилища, що зустрічалося йому, щоб зробити пожертвування. В 1961 році Уесіба вирушив на Гаваї, щоб урочисто відкрити Айкікай додзьо в Гонолулу. Він залишався на Гавайських островах протягом сорока днів, проводячи заняття й створюючи каліграфічні записи для місцевих учнів. Гаваї йому сподобалися, але він сказав своїм учням: "Хімікалії, якими тут поливають ананасові плантації, руйнують навколишнє середовище. Спробуйте домогтися того, щоб плантатори не робили цього". У порівнянні з довоєнним періодом, останні роки життя Уесіба були дуже спокійними - він присвятив їх дослідженням будо, молитвам і вправам.
От фрагменти останніх заміток Уесіба, що стосуються айкідо:
Айкідо - ліки для хворого миру. У світі панує зло й безладдя, оскільки люди забули, що все виходить із одного джерела. Поверніться до цього джерела і залиште свої егоцентричні думки, дріб'язкові бажання й злість.
Поки ви шукаєте "добре" чи "погане" в оточуючих, ви залишаєте своє серце відкритим для злостивості. Перевірка інших, змагання з іншими, осуд інших послабляє й долає вас.
Ваш розум повинен перебувати в гармонії з функціями Всесвіту, ваше тіло має рухатись в злагоді з рухами Всесвіту; тіло й розум повинні злитися в одне й об'єднатися з діяльністю Всесвіту.

В айкідо немає змагання. Справжній воїн непереможний, тому що він ні з чим не бореться. "Перемогти" означає здолати розум, що прагне змагань, у якому ми знаходимо притулок.

Прийоми використають чотири якості, які відбивають природу світу.
Залежно від обставин, рухи повинні бути твердими, як алмаз; гнучкими, як гілки верби; плавними, як потік води, і порожніми, як простір. 
До кінця життя зовнішність Уесіба набула безтілесності, примарності: білі одежі, сиве волосся і м'яка біла борода. Його здоров'я поступово погіршувалось, але навіть коли він був прикутий до ліжка своєю останньою недугою, Уесіба все ще був здатний закликати чарівну космічну силу, достатню для того, щоб розкидати чотирьох помічників, якщо вони починали поводитись з ним, як із немічним старим. Уесіба продовжував вигострювати техніки свого мистецтва аж до самої смерті. Майстер айкідо помер 26 квітня 1969 року в віці вісімдесяти шести років.
Останньою вказівкою, що Уесіба дав своїм учням, стали слова:
|  | Айкідо призначено для всього світу. У ньому немає місця ні особистим, ні руйнівним цілям. Невтомно тренуйтеся, щоб принести благо всім |

## Творчість Уесіби
- Мистецтво Миру (англ. The Art of Peace)
- From Budo (Martial Path) Training in Aikido, 1933
- From Budo, (друге видання у 1938 році)